# Francesco Antonio De Cataldo
Francesco Antonio De Cataldo (Bari, 10 gennaio 1932 – Roma, 19 febbraio 1990) è stato un avvocato e politico italiano.

## Biografia
Dopo la laurea in giurisprudenza, conseguita a Bari con una tesi di diritto penale avente come relatore Aldo Moro, svolse pluridecennale attività di difensore penale (il processo di secondo grado per l'uccisione di Maria Martirano, per quella dei fratelli Menegazzo, il processo per il golpe del generale Giovanni De Lorenzo, il processo per la strage di piazza Fontana) e di rappresentante di parte civile (nel processo per la strage di Brescia ed in quelli per le uccisioni di Giorgiana Masi, Graziella Battistelli ed il medico Carmine Di Sarro).
Consigliere comunale a Roma, fu eletto deputato nella VII e VIII legislatura per il Partito Radicale e senatore nella IX legislatura, eletto come indipendente nelle liste del Partito socialista italiano. Nella veste di parlamentare, fu componente della Commissione di inchiesta sulla loggia segreta P2 ed intervenne in Assemblea su vari temi: la giustizia, le carceri, la fame nel mondo, il rispetto e l'attuazione dei principi costituzionali.
Nel 1980 depositò alla Camera dei Deputati la prima proposta di legge per il cambio del sesso anagrafico nei documenti delle persone transgender.